# Taur Matan Ruak
José Maria Vasconcelos, thường được gọi bằng nom de guerre là Taur Matan Ruak là một chính khách Đông Timor đã làm Tổng thống Đông Timor kể từ ngày 20 tháng 5 năm 2012. Trước khi tham gia vào chính trường, ông là Tư lệnh của FALINTIL-Forças de Defesa de Timor-Leste (F-FDTL), quân đội của Đông Timor, từ năm 2002 cho đến ngày 6 tháng 10 năm 2011. Trước khi phục vụ trong F-FDTL, ông là chỉ huy cuối cùng của lực lượng vũ trang của quốc gia Giải phóng Đông Timor hay FALINTIL (Forças Armadas para một Liberação Nacional de Timor Leste), nghĩa quân chống lại sự chiếm đóng của Indonesia đối với lãnh thổ 1975-1999.